# Кунько Антін Семенович
Антін Семенович Кунько́ (27 серпня 1874, с. Чернелів-Руський, нині Тернопільського району Тернопільської області — 8 жовтня 1964 року, м.Тернопіль ) — український селянин, громадський, політичний діяч.

## Життєпис

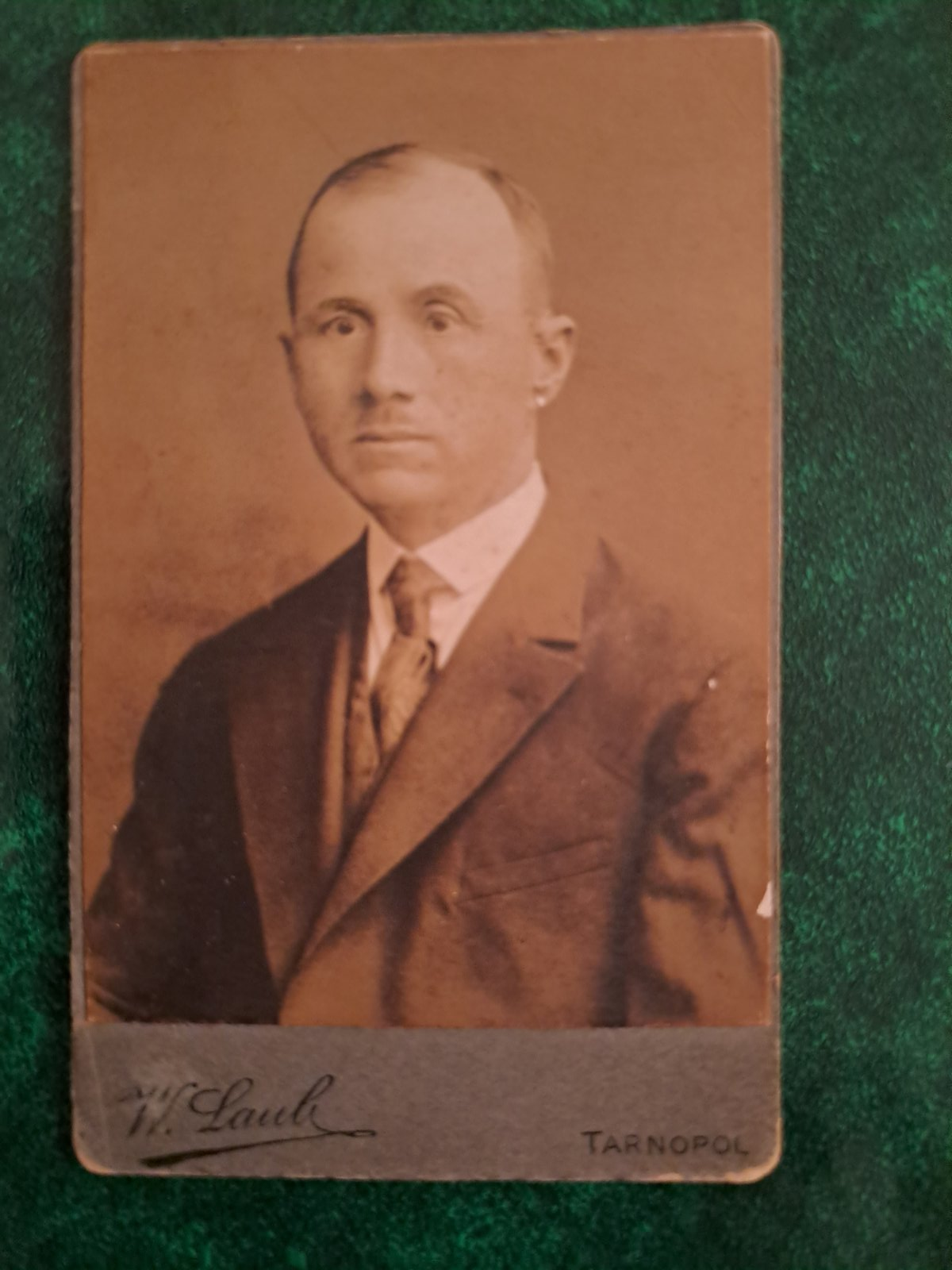
Антін Семенович Кунько. Фото 1928 рік

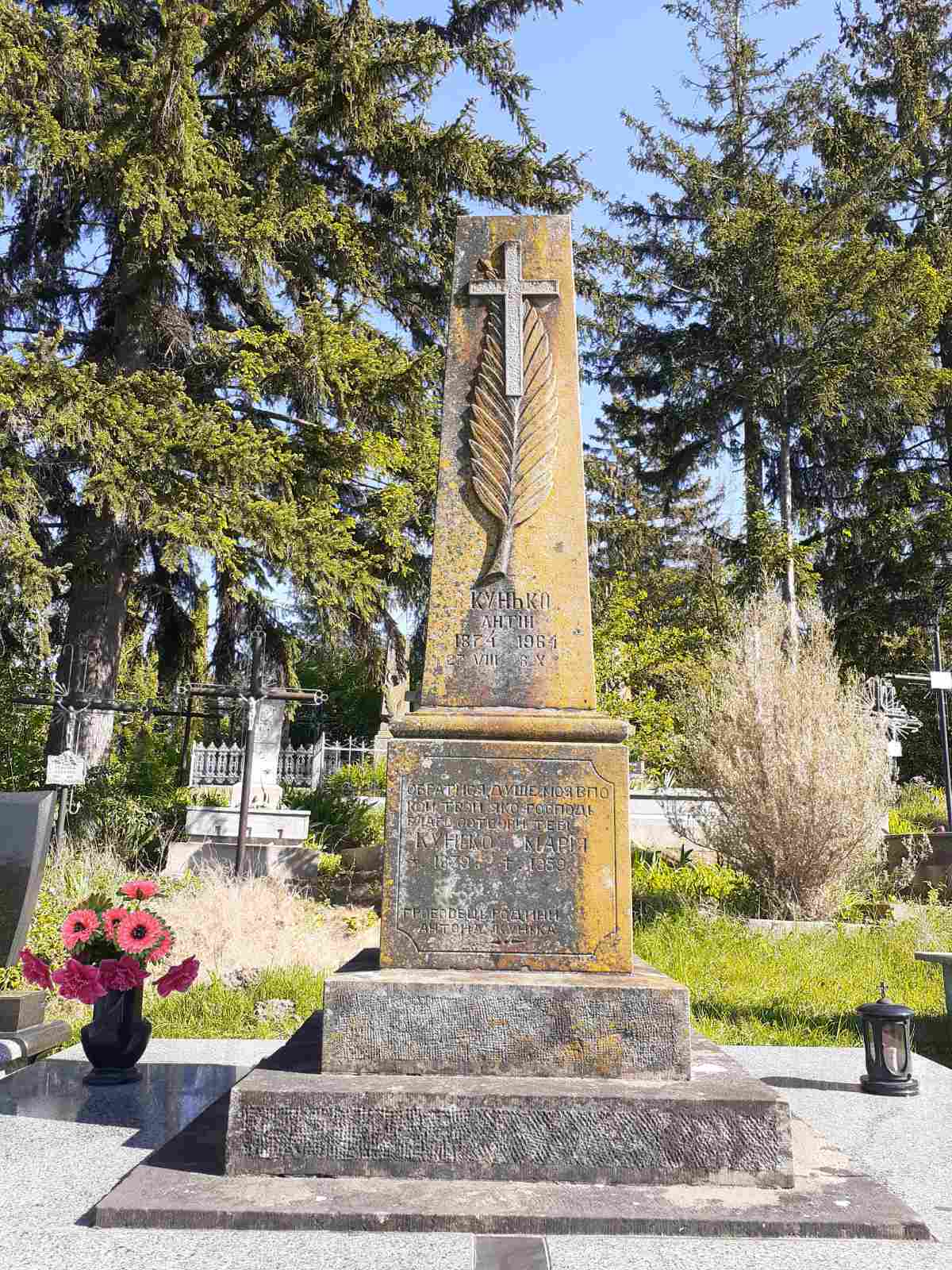
Гробівець Антіна Кунька в с. Чернелів - Руський

Народився 27 серпня 1874 року в селі Чернелеві-Руському  Королівство Галичини та Володимирії, Австро-Угорщина, нині Тернопільського району Тернопільської області, Україна).
За родом занять — селянин, також був діяльним на освітянській та кооперативній ділянках роботи.
У 1911 - 1912 рр. за його активної підтримки збудовано Церкву Покрови Пресвятої Богородиці в селі Чернелів-Руський. Проєкт розробив архітектор Олександр Лушпинський, вів будівництво Дмитро Фалендиш з Тернополя, парохом був отець Микола Михалевич.  Половину суми на будівництво храму пожертвував митрополит Андрей Шептицький.
На початку 1919 року обраний делегатом доповненої Української Національної Ради ЗУНР від Тернопільського повіту. Тоді також був членом УНДП. Входив до числа активістів «Подільського союзу кооператив», який діяв від 14 грудня 1923 року в Тернополі.
Обраний послом до Сейму II-ї Речі Посполитої у 1928—1930 роках від Українського національно-демократичного об'єднання (УНДО). 12 березня 1930 року разом з послом о. Леонтієм Куницьким брав участь у віче у приміщенні «Міщанського братства», скликаному повітовим комітетом УНДО в м. Тернополі. 19 вересня 1930 року був арештований польською владою, безпідставно звинувачений за антидержавні промови на вічах; просидівши 19 діб в тюрмі у Тернополі, був відпущений на волю.
Як свідок був викликаний до суду 28 січня 1932 року у справі арештованого владою українського посла д-ра Івана Заваликута.
21 грудня 1934 року головував на Повітовому народному з'їзді в Тернополі, під час виступу приділив увагу покійному Михайлові Грушевському. 5 травня 1935 року мав бути обраним членом волосної ради у  Великих Бірках, однак через незаконний спротив представників польської влади цього не сталося. Тому 8 травня в середу посол д-р Степан Баран та член воєводського самоуправного виділу професор Ілярій Брикович подали звернення з цього приводу («інтервенція») до воєводського уряду. Працював на посаді директора «Українбанку» в Тернополі (1935).
Проживав у с. Чернелів Руський до кінця 1959 року. Останні роки життя з 1960 р. по 1964р. провів у родині сина Володимира в м. Тернопіль, де і помер 8 жовтня 1964 року. Похований в гробівці родини Антіна Кунька в с. Чернелів Руський ( тепер Тернопільський р-н, Тернопільська область). 